# Friedrich von Toggenburg
Friedrich von Toggenburg-Sargans, italianizzato in Federico Toggenburg (Bolzano, 12 luglio 1866 – Bolzano, 8 marzo 1956), è stato un politico austriaco naturalizzato italiano.

## Biografia
Di nobile famiglia di conti di origini svizzere, figlio di Georg Otto von Toggenburg-Sargans governatore di Venezia fino al 1866, dal 1890 svolse un tirocinio da giurista alla Luogotenenza di Innsbruck, per poi venir nominato capo del distretto di Borgo, in Trentino, carica che ricoprì dal 1901 al 1909. Fu governatore del Tirolo-Vorarlberg dal 1913 al 1917, e successivamente ministro dell'interno dell'Impero austro-ungarico del governo di Ernst Seidler von Feuchtenegg dal 24 giugno 1917 all'11 luglio 1918.
Durante la prima guerra mondiale, con l'aggravarsi delle ostilità tra l'Italia e l'Austria-Ungheria, nel ruolo di governatore tirolese e su ordine del governo di Vienna, Toggenburg attuò nel 1915 lo scioglimento del consiglio comunale di Trento e l'espulsione dal Tirolo di molti italiani.
Dopo l'annessione del Sudtirolo al Regno d'Italia, fu eletto deputato alla Camera dei deputati nel 1921 tra le file del partito Deutscher Verband nelle Liste di slavi e di tedeschi. Di orientamento conservatore, tre settimane dopo l'assassinio di Franz Innerhofer, il maestro elementare di Marlengo, in un'intervista al Corriere della Sera, a proposito di questo fatto, Toggenburg dichiarò:
"Se fossi italiano, probabilmente sarei stato un fascista."
La sua elezione venne confermata dalla giunta elettorale della Camera l'8 dicembre 1921 con 18 voti a favore e 4 contrari, causa un ricorso dato che Toggenburg era stato un ministro austro-ungarico.
Nelle opzioni in Alto Adige, dichiarò la propria cittadinanza italiana, quindi non era pronto a lasciare Bolzano ed emigrare nel Reich tedesco ed abbandonare la sua terra.
Morì a Bolzano nel 1956 a quasi novant'anni.
Friedrich Graf von Toggenburg ed i suoi genitori, così come la moglie Leopoldine (nata contessa di Ledebur Wicheln), sono tutti sepolti nella tomba di famiglia nel cimitero di Bolzano.